# 梁冠

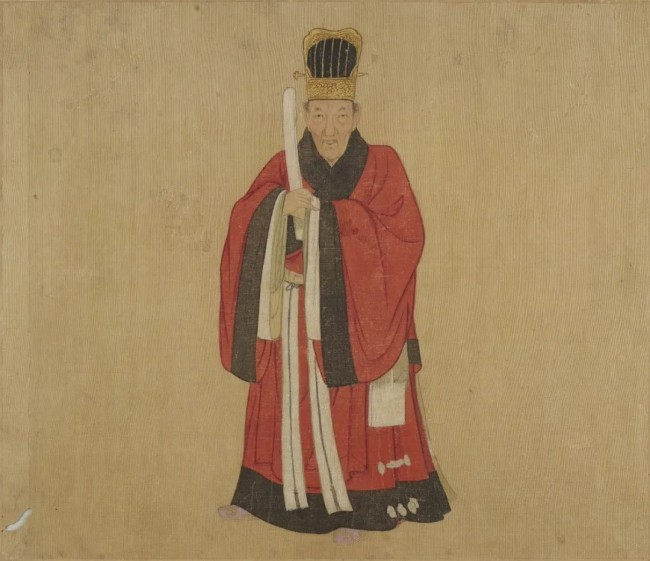
陆树声朝服像, 头戴梁冠。所戴梁冠有梁五条，是三品官所戴。陆树声（1509年－1605年）明朝政治人物。

梁冠，漢服首服之一。始于秦汉，后历代沿用梁冠是一种统称，通天冠、進賢冠、高山冠、遠游冠等都属于梁冠。
明朝的梁冠是明朝官员穿着朝服祭服时使用的的首服，它是從漢朝的進賢冠演變而來。梁冠上梁的數量有1至7個不等，之后更高级的则加上有貂蝉笼巾，梁的數量代表官員等級，級別越高，梁的數量越多。明史，张廷玉主编
李氏朝鲜的梁冠起源于中国，是朝鮮官员在婚礼、祈祷（例如秋夕當天的祈禱儀式）等仪式上所戴的禮帽。梁冠也是朝鮮朝服的一種。